# Hamed Khazrai
Christoffer Hamed Khazrai, född 15 april 1981 i Gårdsten, Göteborg, är en  svensk handbollstränare och tidigare handbollsspelare (högersexa).

## Tränarkarriär
Som tränare har Hamed Khazrai haft flera framstående uppdrag. År 2017 utsågs han till huvudtränare för Önnereds HK:s damlag, som nykomlingar i högstaligan. Under hans ledning avancerade laget till en sensationell sjätteplacering i högsta serien, SHE (nuvarande Handbollsligan). Han kombinerade tränarrollen med ansvar för barn- och ungdomsverksamheten i klubben.
År 2020 tog Khazrai över som huvudtränare för Kungälvs HK:s damlag i SHE. Under hans fem år i klubben uppnådde laget flera framgångar, inklusive en historisk fjärdeplats i grundserien säsongen 2021/2022. Han belönades även med utmärkelsen som årets tränare i SHE samma säsong.
Hamed Khazrai har även varit assisterande förbundskapten för ett svenskt U-landslag F96-97. 

## Klubbar som spelare
- Kärra HF (1992–1997)
- IK Sävehof (1997–2000)
- Kärra HF (2000–2002)
  - →  GIK Wasaiterna (lån, 2002–2004)
- TV Emsdetten (2004–2006)
- Kärra HF (2006–2007)
- Hästö IF (2007–2009)

## Tränaruppdrag
- IK Sävehof (ungdomstränare och akademiansvarig, 2013–2017)
- Önnereds HK (damer, 2017–2019)
- Torslanda HK (herrar, 2019–2020)
- Kungälvs HK (damer, 2020–2025)
- Kärra HF (damer, 2025–)

## Meriter
- IK Sävehof JSM-guld 2015 (damjuniorer födda 96/97)
- IK Sävehof JSM-guld 2016 (herrjuniorer födda 98/99)
- Årets tränare i Svensk handbollselit 2021/2022